# Enawené-Nawé jezik
Enawené-Nawé jezik (ISO 639-3: unk; eneuene-mare, salumã), jezik Enawené-Nawé ili Salumã Indijanaca sa sjeverozapada brazilske države Mato Grosso. Pleme je etnički i jezično srodno Paressíma koji govore jezikom parecís [pab] s kojima pripada centralnoj podskupini maipurskih jezika.
Govori se uz rijeku río Iquê na rezervatu Enawê-Nawê; 320 govornika (2000 ISA). Prvi kontakt s njima bio je 1974. godine.

## Vanjske poveznice
- Ethnologue (14th)
- Ethnologue (15th)